# Cook (Austrália Meridional)
Cook é uma estação ferroviária e um circuito de travessia da Ferrovia Trans-Australiana localizada no estado australiano da Austrália Meridional. Está localizada a cerca de 826 km a oeste de trem de Port Augusta e cerca de 100 km ao norte da Rodovia Eyre através de uma estrada não pavimentada. Está no trecho de ferrovia reta mais longa do mundo, com 478 km (297 mi), que se estende de Ooldea, no sul da Austrália, até Loongana, no oeste da Austrália.
Cook é a única parada programada do trem transcontinental Indian Pacific na Planície de Nullarbor. Os passageiros andam pela cidade enquanto o trem reabastece água e diesel.[carece de fontes?]

## História
Cook foi fundada em 1917 na Planície de Nullarbor, quando a Ferrovia Transaustraliana foi construída. Seu nome é uma homenagem ao sexto primeiro-ministro da Austrália, Joseph Cook. Quando a cidade era um importante centro da Commonwealth Railways para manutenção de trilhos e reparos de locomotivas, ela mantinha uma escola e um hospital. Naquela época, os ferroviários e seus familiares dependiam de dois trens de provisões semanais para a entrega de mantimentos. Quando a cidade foi povoada, a água era bombeada de um aquífero artesiano subterrâneo, mas desde então toda a água é transportada de trem.[carece de fontes?]

## Atualmente
Em 2009, a população de Cook era de quatro pessoas. A cidade foi fechada na prática em 1997, quando os bens da Australian National Railways Commission foram vendidos para outras empresas do ramo. A confiabilidade dos trens a diesel, a introdução dos dormentes de concreto e o trilho de trem continuamente soldado fez com que os empregados se tornassem redundantes.[carece de fontes?]
O laço de travessia pode cruzar trens de até 1.8 km (1.1 mi) de comprimento. A antiga pista de pouso é conhecida como um bom local para avistar a ave Peltohyas australis.
A partir de 2016, Cook foi oficialmente descrita como uma "localidade sem fronteiras", ou seja, não é usada como residência. Desde 2013, foi classificadoa administrativamente como sendo na localidade de Nullarbor.

## Meteoritos
Nullarbor é um dos melhores lugares para se encontrar meteoritos, perndendo apenas para a Antártica.  Milhares de meteoritos foram encontrados, pertencentes a 332 classes diferentes. De acordo com as estimativas feitas pelo Museu da Austrália Ocidental em parceria com a EUROMET, até 2015, 55% dos meteoritos encontrados na Austrália vieram de Nullarbor.
Isso se dá pelas condições geográficas favoráveis, como o clima árido e seco e vegetação rasteira. Isso faz com que haja uma tendência dos meteoritos fiquem nos locais onde caíram, sejam preservados e facilita sua localização.

Cook é uma das regiões de nomenclatura para meteoritos, formalmente aceita pela Sociedade Meteorítica em 1993.

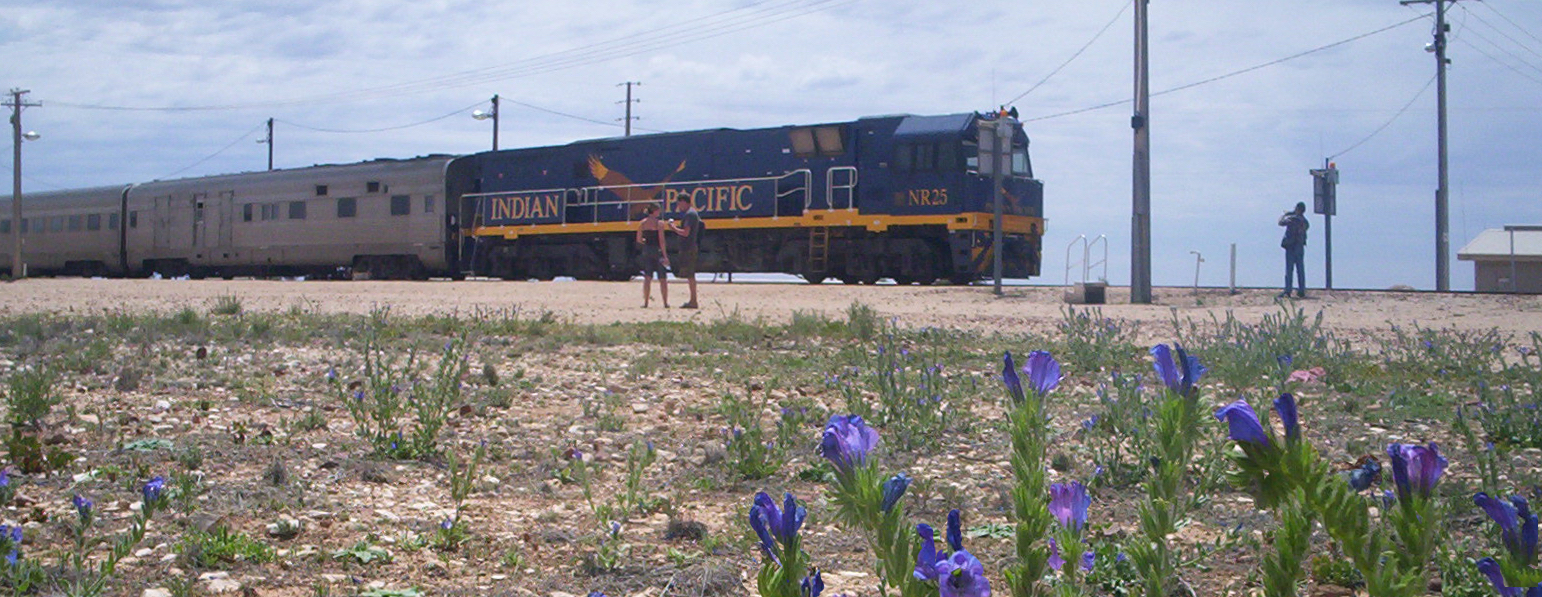
O trem Indian Pacific em Cook
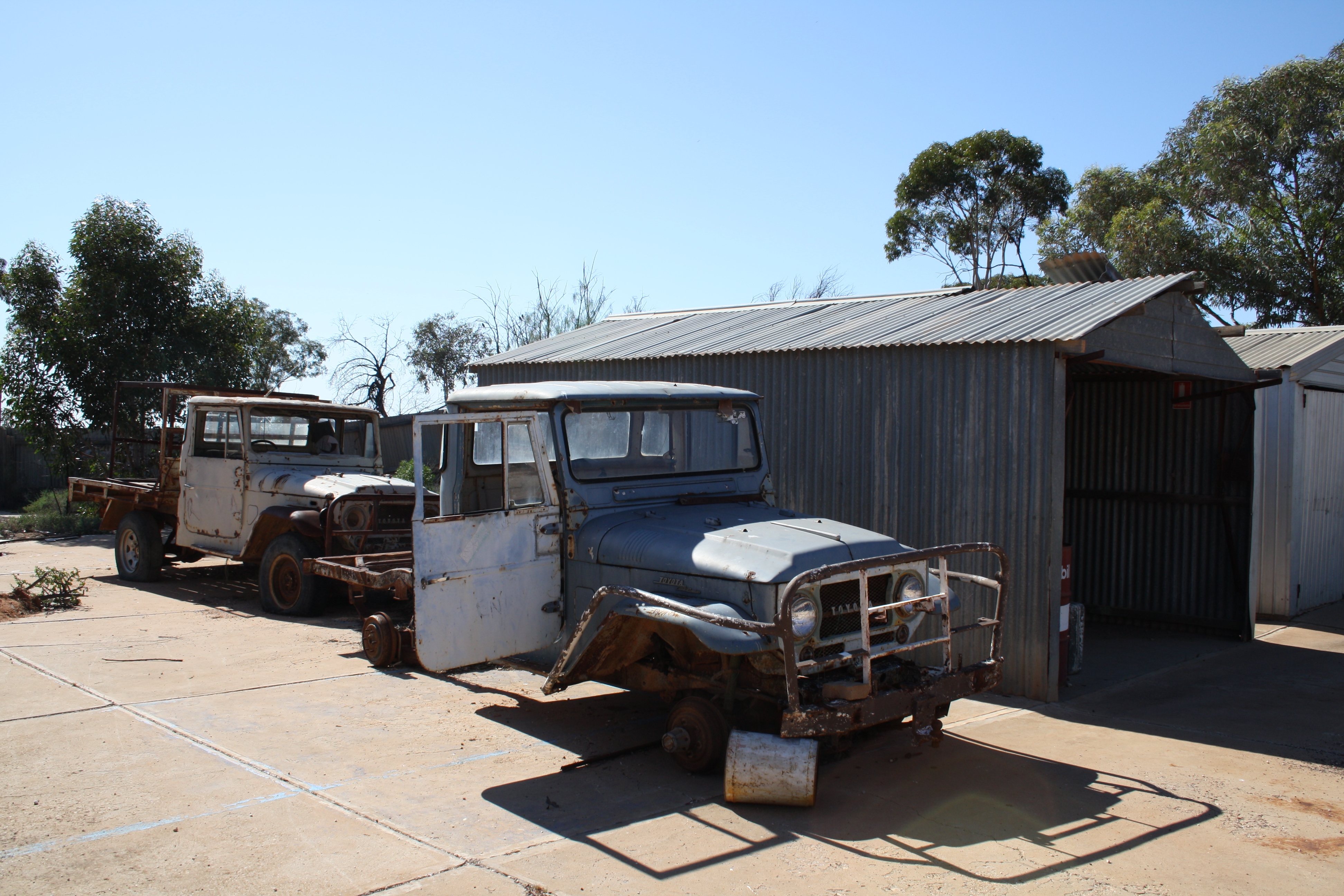
Veículos fora de uso em Cook em 2011
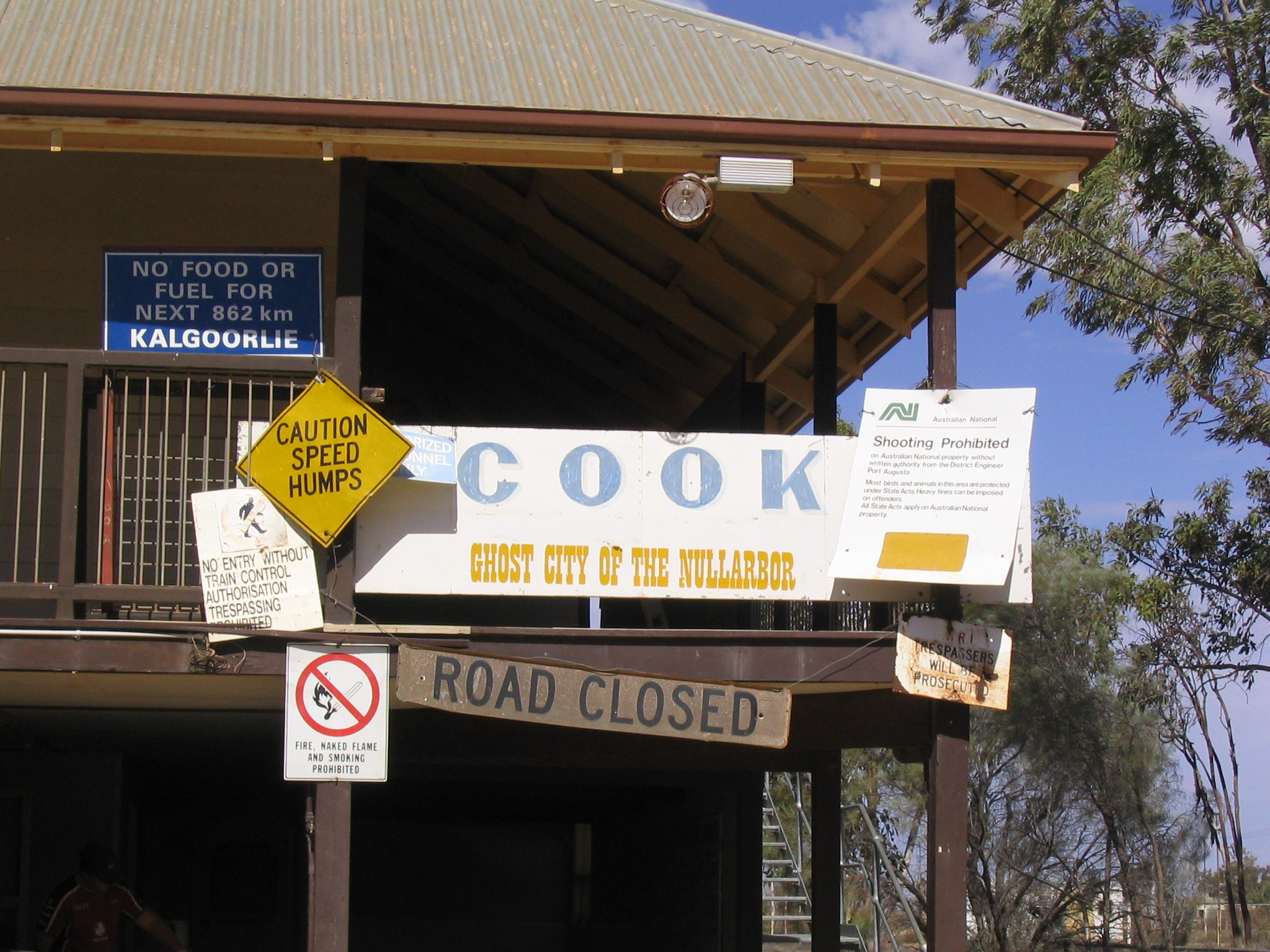
Placas em um prédio deserto em Cook em 2005

## Cultura popular
- O filme em preto e branco Nullarbor Hideout (1964) é ambientado em Cook e seus arredores.[12]